# Jacob Fredrik Beskow

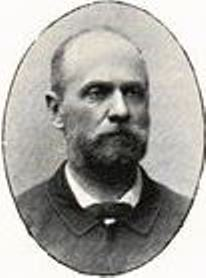
Jacob Fredrik Beskow.

Jacob Fredrik Beskow, J. F. Beskow, född 10 maj 1831 i Munktorps socken, Västmanlands län, död 24 november 1922 i Söderhamn församling, Gävleborgs län,  var en svensk läkare.
Beskow var bror till Bernhard August Beskow och far till Karl Beskow. Han blev student vid Uppsala universitet 1850, medicine kandidat 1856 och medicine licentiat 1860. Han var uppbördsläkare på fregatten Norrköping under en expedition till Västindien 1861–1862, tillförordnad provinsialläkare i Söderhamns distrikt 1863–1867 och ordinarie 1867–1891, andre bataljonsläkare vid Hälsinge regemente i Mohed 1864–1867 samt järnvägsläkare vid bandelen Kilafors–Stugsund 1886–1905.
Beskow var medlem av styrelsen för Söderhamns elementarläroverk för flickor 1875–1883, läkare där 1875–1891 och huvudman för Söderhamns stads sparbank från 1885. Med i det närmaste obrutna själs- och kroppskrafter fortsatte han till nära 90 års ålder sin verksamhet och följde alltjämt med intresse vetenskapens utveckling, liksom han ända till sin död visade ett levande intresse för det samhälle, han tillhört så länge. Han var även verksam i Norrala landskommun och erhöll av denna efter nära 35 års tjänst en ståtlig minnesgåva. Beskow är begravd på Söderhamns kyrkogård.